# Bonte varaan
De bonte varaan (Varanus varius) is een hagedis uit de familie varanen (Varanidae).

## Naam en indeling
De wetenschappelijke naam van de soort werd voor het eerst voorgesteld door John White in 1790. Oorspronkelijk werd de naam Lacerta varia gebruikt.

## Uiterlijke kenmerken
De huidkleur is donkergrijs of blauwachtig, met een witte of roomwitte tekening. De lichaamslengte bedraagt ongeveer 200 cm, soms iets langer waarvan ruim een derde bestaat uit de staart.

## Leefwijze
Het voedsel bestaat uit wat kleinere prooien, zoals hagedissen en vogels, maar de varaan lust ook de eieren van vogels en reptielen. Op het menu staan ook insecten, waaronder termieten. Evenals slangen verslinden varanen hun prooi in zijn geheel. Varanus varius leeft in bossen en vlucht bij gevaar in bomen. Varanen kunnen lelijk van zich af bijten als ze bedreigd worden. Eerst blazen ze zich op en sissen, waarna ze de aanval proberen af te slaan door hun staart als een zweep heen en weer te zwiepen. Uiteindelijk gaan ze tot de aanval over en grijpen ze hun belager vast met hun machtige kaken en beginnen hem te krabben met hun klauwen.

## Voortplanting
Een legsel bestaat meestal uit 6 tot 12 eieren, met een draagtijd van 191 tot 243 dagen. De eieren worden afgezet in termietenheuvels, waar ze sneller uitkomen doordat geprofiteerd wordt van de nestwarmte die de termieten produceren. Soms keren de vrouwtjes terug om de jongen te helpen zich uit te graven.

## Verspreiding en habitat
Deze varaan komt voor in zuidoostelijk Australië en op enkele eilanden voor de oostkust van Australië in beboste gebieden.
Door de internationale natuurbeschermingsorganisatie IUCN is de beschermingsstatus 'veilig' toegewezen (Least Concern of LC).

## Gevangenschap
De bonte varaan wordt wel in een terrarium gehouden, omdat de soort enkele voordelen biedt in verhouding tot andere soorten. Zo maken de mannetjes elkaar niet meteen af, eten de dieren over het algemeen goed en is de soort wat minder schuw en ook bij lagere temperaturen actief. De huisvesting moet echter groot zijn, anders kwijnen de dieren weg. De varaan wordt ouder dan 10 jaar.

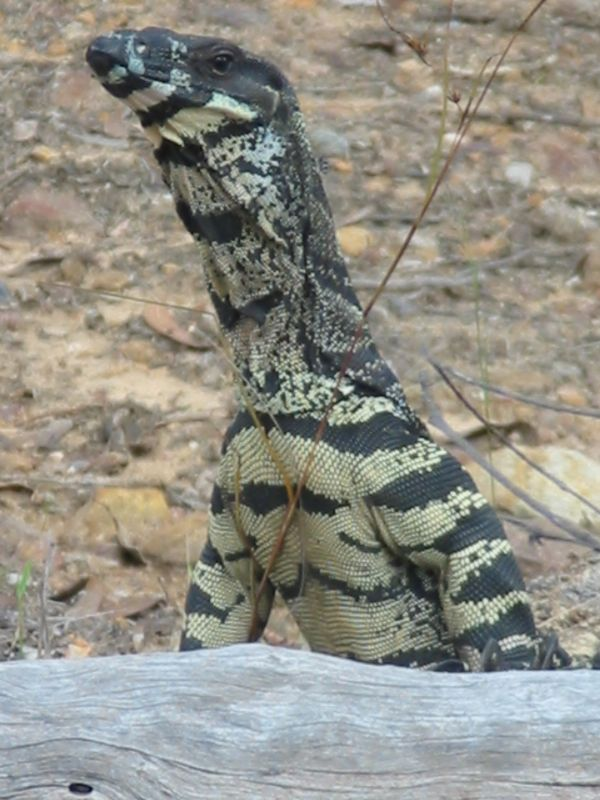
Detail kop en buik.